# Ad Kolnaar
A.H.J.J. (Ad) Kolnaar (1942) is een Nederlands econoom en hoogleraar.
Op 28-jarige leeftijd werd Kolnaar benoemd tot hoogleraar Algemene Leer en Geschiedenis van de Economie aan de Universiteit van Tilburg. Van 1978 tot 1980 was hij lid van de Wetenschappelijke Raad voor het Regeringsbeleid en van 1986 tot 2006 was hij Kroonlid van de Sociaal-Economische Raad. Tevens is hij lid van het CDA.